# Hyubris
Hyubris — португальская фолк/готик-метал-группа.

## История
Группа была основана в 1998 году под названием «Lupakajojo». Название получено от первых двух букв имён участников группы. Вместе они исследовали хэви-метал. В 2001 году вокалистку группы Кайзер заменила Филипа Мота, которая добавила в звучание группы флейту. В группе предстояли значительные изменения. В том же году группа была переименована в Hyubris. Название «Hyubris» происходит от древнегреческого слова «ὕβρις» (латинская транскрипция — hybris), означающее «вызов богам».

## Участники

### Действующие участники
- Филипа Мота — вокал, флейта
- Жоржи Кардозу — гитара
- Педру «Панда» Томаш — бас-гитара, португальская гитара
- Жуан Давид Родригиш — клавишные
- Луиш «Лулла» Торриш — ударные

### Бывшие участники
- Кайзер — вокал

## Дискография

### Альбомы
- Hyubris (2005)
- Forja (2009)

### EP
- Desafio (2002)